# Diathoneura bicolor
Diathoneura bicolor är en tvåvingeart som först beskrevs av Frota-pessoa 1947.  Diathoneura bicolor ingår i släktet Diathoneura och familjen daggflugor. Inga underarter finns listade i Catalogue of Life.